# Thomas Cottier

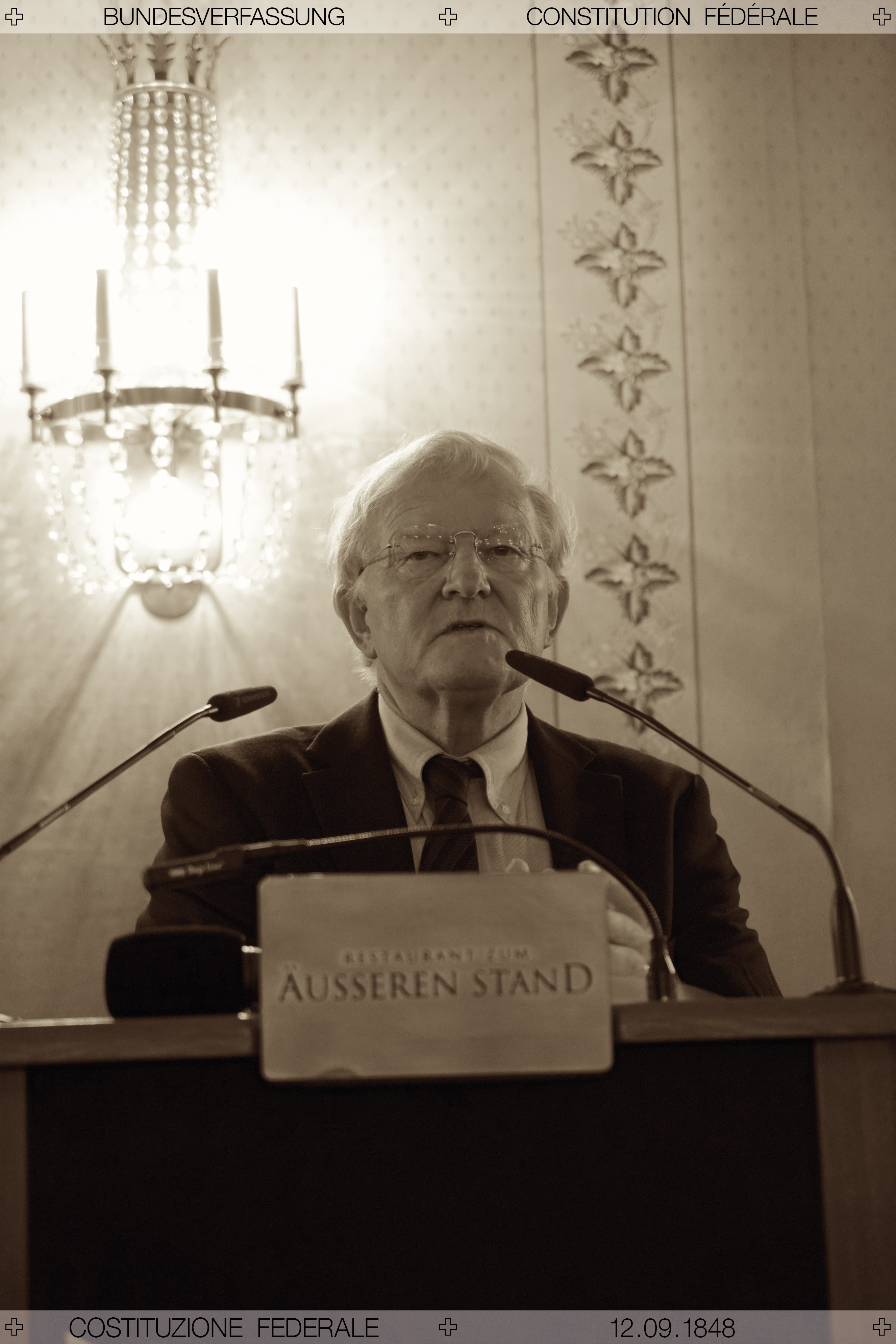
Thomas Cottier (2016)

Thomas Cottier (* 5. Mai 1950, heimatberechtigt in Jaun) ist emeritierter Schweizer Professor für europäisches und internationales Wirtschaftsrecht an der Universität Bern. Er war Gastprofessor am Graduierteninstitut in Genf, an der Pariser Sorbonne der Universität Barcelona und unterrichtet regelmässig am Europa Institut Saarbrücken, an der Wuhan University, an der University of Torino und zuletzt an der University of Ottawa.
Er war in verschiedenen Funktionen im Bundesamt für Aussenwirtschaft und als stellvertretender Direktor des Bundesamtes für geistiges Eigentum tätig. Cottier ist seit langem im GATT- und WTO-Bereich tätig. Er war Mitglied oder Vorsitzender mehrerer GATT- und WTO-Gremien und ist derzeit in einem hochrangigen Gremium zur Überprüfung der internationalen Gesundheitsvorschriften der Weltgesundheitsorganisation tätig.

## Karriere
Von 1986 bis 1993 war er Mitglied des Schweizer Verhandlungsteams der Uruguay-Runde, zuerst als Verhandlungsführer für Streitbeilegung und Subventionen für die Schweiz und später als Verhandlungsführer für TRIPs. Von 1997 bis 2004 war er Mitglied des Schweizerischen Forschungsrates und gehörte im gleichen Zeitraum dem Vorstand des International Plant Genetic Resources Institute (IPGRI) Rom an. Von 1998 bis 2005 war er als Of Counsel für die Anwaltskanzlei Baker & McKenzie tätig. Von 2006 bis 2014 leitete er das nationale Forschungsprogramm für Handelsrecht und -politik am Welthandelsinstitut der Universität Bern.
Von 1994 bis 2015 lehrte er Europa- und Wirtschaftsvölkerrecht an der Universität Bern. 2020 erhielt er die Ehrendoktorwürde der Universität Luzern.
Thomas Cottier war Mitglied zahlreicher GATT Panel und WTO Panel. Seit dem 31. Juli 2020 ist er Schiedsrichter im Rahmen des Multiparty Interim Appeal Arbitration Arrangement, welches aufgrund der Blockade des Appellate Body der WTO eingerichtet wurde.

## Privat
Cottier wohnt in Bremgarten b. Bern.
Er ist aus Jaun (Bürgerort).

## Publikationen (Auswahl)
Er veröffentlichte zahlreiche Publikationen auf dem Gebiet des internationalen Wirtschaftsrechts, mit besonderem Schwerpunkt auf der Verfassungslehre und dem geistigen Eigentum. Er ist Mitherausgeber mehrerer Zeitschriften.
- Trade Policy in the Age of Populism: Why the New Bilateralism Will Not Work